# Federação Europeia de Futebol Americano
A Federação Europeia de Futebol Americano é o órgão dirigente do Futebol Americano na Europa. É um membro da Federação Internacional de Futebol Americano . A Federação Europeia de Futebol Americano (IFAF) substituiu a Federação Europeia de Futebol Americano (EFAF) em 2014.
A Federação Europeia de Futebol Americano organiza duas competições: o Campeonato Europeu para seleções masculinas e o Campeonato Europeu Júnior de 16 a 19 anos.